# 卢文端
卢文端，大紫荊勳賢，GBS，JP（1948年12月12日—），祖籍福建石狮，香港荣利集团董事局主席。第九、十、十一、十二届全国政协委员。全國僑聯副主席、民建聯監委會主席。

## 生平
卢文端生於福建石獅永寧鎮沙美村，父親是菲律賓華僑商人。盧文端在1954年來到香港生活，1957年正定居於香港島北角。他早年就讀香港蘇浙小學。小學畢業後，本來在福建中學就讀初中的他時常逃學且心生投身社會之意，適逢其祖家的叔叔認為當時中國內地的社會風氣和教育質量較香港好，於是執意安排盧文端回到福建省石獅市永寧中學唸了兩年中學，但尚未高中畢業便遇上文化大革命。因他當年穿着一條喇叭褲，結果被紅衛兵視為資產階級而遭到批鬥，及至1970年回到香港作個人發展。起初他在父親位於觀塘的益泰玩具廠工作，直至1974年與盧文烟兄弟一起創業，成立羅文貿易公司，其後發展為榮利集團。
2008年，卢文端当选第十一届全国政协委员，代表特邀香港人士，分入第五十三组。并担任外事委员会副主任。

## 個人生活
盧文端已婚，有1子2女，其中長女盧金治嫁予香港立法會議員、第14屆港區人大代表吳永嘉，兒子盧金榮是第14屆全國政協香港委員。

## 言論
盧文端一直以超保守的「親北京」立場稱著，以下僅摘錄部分近兩年的言論。
2020年8月12日，盧文端在接受中國新聞社採訪，指稱美國對香港的制裁是為了搞亂香港和扶持「反中亂港」分子，並認為香港警方國安處拘捕壹傳媒創始人黎智英是「大快人心」。
2021年5月10日，盧文端《明報》撰文，指支聯會主張「結束一黨專政」的「反共活動」，是危害香港國安法的違法行為，他呼籲加入支聯會的泛民成員應盡快退出，因為參與支聯會的人士都不符合「愛國」標準，不能在香港參政。
2021年8月23日，盧文端在《明報》觀點版撰文稱民主黨若不參選是「死路一條」，等同對抗「新選舉制度」。
2021年9月6日，盧文端在支聯會解散後於《明報》再度撰文「發功」，指民主黨成員的參選問題其實是其黨內的「罷選派」及「求生派」的路線之爭，倘若有成員阻止其他成員參選，「等同挑戰及破壞選舉制度，或觸犯國安法第29條」，即「勾結外國或者境外勢力危害國家安全罪」，意圖利用國安法向「罷選派」施壓。他亦指要為狄志遠等被其他泛民人士指為「中間派」的人「正名」為「泛民人士」，並指那些不同意中間派的人為「求死派」，他還進一步建議那些「求生派」應該離開民主黨「另起爐灶」，無謂跟「求死派」「陪葬」。